# 日成アドバンス
株式会社日成アドバンス（にっせいアドバンス、英: Nissei Advance Co.,Ltd.）は、2001年11月設立の大阪市中央区に本社を置く不動産会社である。

大阪、神戸を中心に「アドバンス」のブランド名で、主に投資用としてマンションを分譲している。

## 概要
- 主に投資向けの分譲マンションを販売している。
- マンションブランド名『アドバンス』シリーズ。

## 沿革
- 2001年（平成13年）11月 - 大阪市中央区南新町にて会社設立
- 2005年（平成17年）5月 - 本社を大阪市中央区高麗橋に移転
- 2006年（平成18年）2月 - アドバンスシリーズ第一棟目となる「アドバンス新大阪CityLife」を販売開始
- 2007年（平成19年）
  - 10月 - 本社を現住所（大阪市北区堂島浜）に移転
  - 12月 - 関連会社「株式会社アドバンス・マネジメント」を設立
- 2008年（平成20年）
  - 7月 -「チーム・マイナス6%」の活動に参加
  - 8月 -「世界の子どもにワクチンを日本委員会（JCV）」の活動に参加
  - 11月 - 大阪府より「男女いきいき・元気宣言」事業者の認定を受ける
- 2010年（平成22年）
  - 2月 - 大阪府の緑化推進事業「みどりの基金」の活動に参加。アドバンスシリーズ第二十棟目となる「アドバンス西梅田III EMINENCE」を竣工
  - 3月 - 大阪府知事より自然環境保全に寄与したとして感謝状が贈られる
  - 4月 - 地球温暖化防止プロジェクト「チャレンジ25キャンペーン」の活動に参加
- 2011年（平成23年）2月 - 大阪府知事より自然環境保全に寄与したとして感謝状が贈られる
- 2012年（平成24年）6月 - アドバンスシリーズ第三十棟目となる「アドバンス西梅田グルーブ」を竣工
- 2014年（平成26年）
  - 3月 - アドバンスシリーズ第四十棟目となる「アドバンス三宮ステージア」を竣工
  - 11月 - 環境省の低炭素社会構築プロジェクト「Fun to Share」の活動に参加。大阪府知事より自然環境保全に寄与したとして感謝状が贈られる
- 2015年（平成27年）
  - 9月 - アドバンスシリーズ第五十棟目となる「アドバンス京都西院パルティーレ」を竣工
  - 10月 -「日本赤十字社」の活動に参加
- 2016年（平成28年）
  - 8月 -「J.POSH」の“乳がんから引き起こされる悲しみから一人でも多くの人を守る”ピンクリボン運動に参加
  - 11月 - 日本赤十字社銀色有功章を授与される
- 2017年(平成29年）
  - 2月 - アドバンスシリーズ第六十棟目となる「アドバンス大阪城エストレージャ」を竣工
- 2018年（平成30年）
  - 4月 -「世界のこどもにワクチンを日本委員（JCV）」よりボランティア活動へ寄与したとして感謝状が贈られる
  - 4月 -「J.POSH」よりピンクリボン運動へ寄付したとして感謝状が贈られる
  - 8月 - 本社を現住所（大阪市中央区城見）に移転
  - 11月 - 日本赤十字社金色有功章を授与される
- 2024年 (令和6年）
  - 7月 - アドバンスシリーズ100棟目となる「アドバンス神戸パーチェ」を竣工

## イメージキャラクター
- 鈴木亜美（2011年～）
- 中村ゆりか（2015年～）
- 宇野実彩子（2017年～）
- 柏木由紀（2023年～）
- 板野友美（2024年～）

## CMソング
- GReeeeN『タンポポ』（2015年～）
- AAA (音楽グループ)    『LIFE』（2017年～）
- AAA (音楽グループ)    『Tomorrow』（2018年～）
- 宇野実彩子 『HoneyStory』（2019年～）

## 関連会社
- 株式会社アドバンス・マネジメント

## 加盟団体
- 社団法人 全日本不動産協会
- 社団法人 不動産保証協会
- 近畿圏不動産流通機構
- 近畿中高層不動産協会